# NGC 1891
NGC 1891 je otvoreni skup u zviježđu Golubu. 

## Vanjske poveznice
- SEDS: NGC 1891